# 오즈성

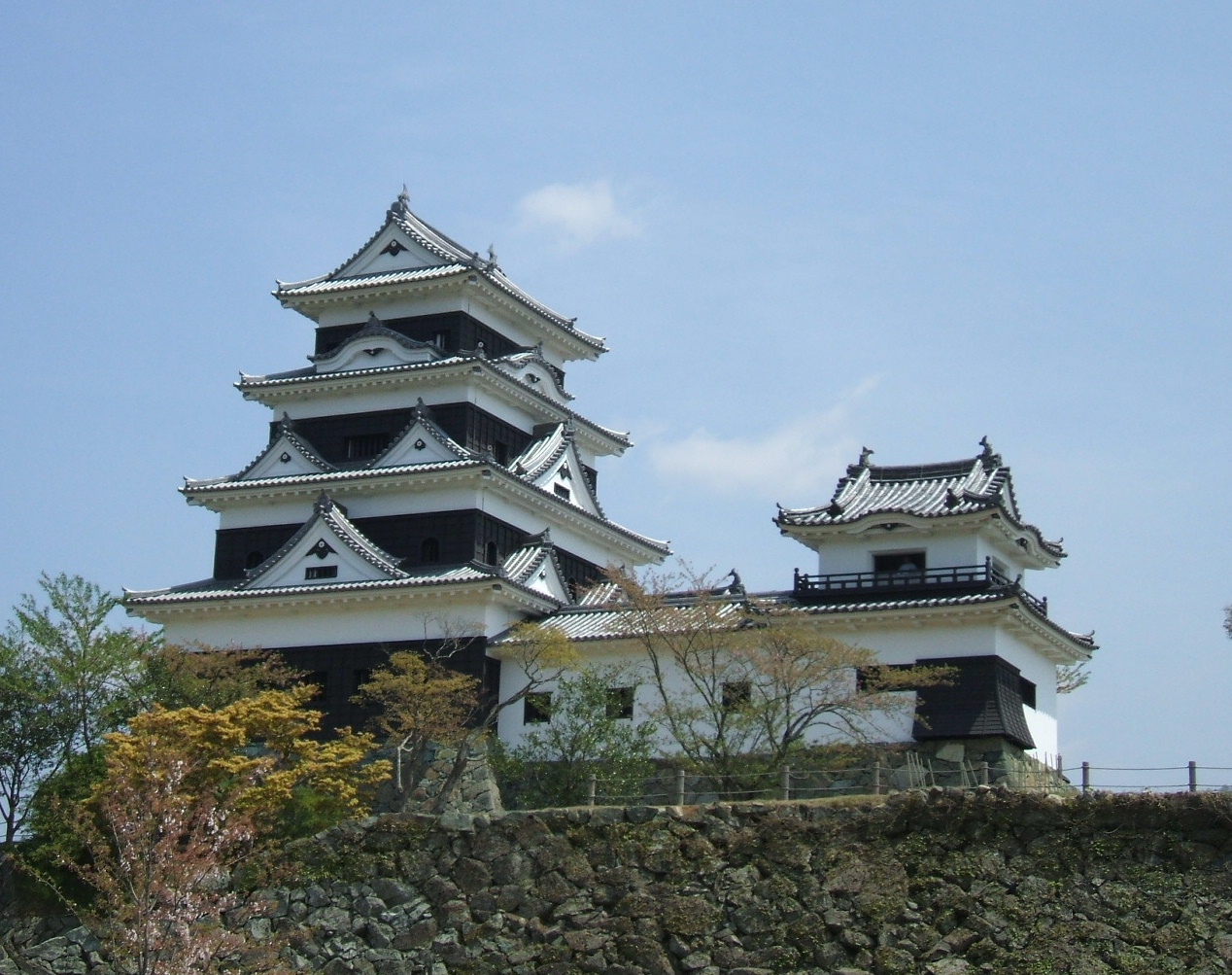
천수(좌)와 고란 망루(우)

오즈성(일본어: 大洲城 오즈조[*])은 에히메현 오즈시 오즈에 있는 성이다. 다른 이름으로는 지조 산성(地蔵ヶ嶽城), 히지 성(比志城), 오쓰 성(大津城) 등으로 불리고 있다. 태평양 전쟁이후 일본에서 처음으로 전통공법으로 천수각이 복원된 성이다.

## 개요

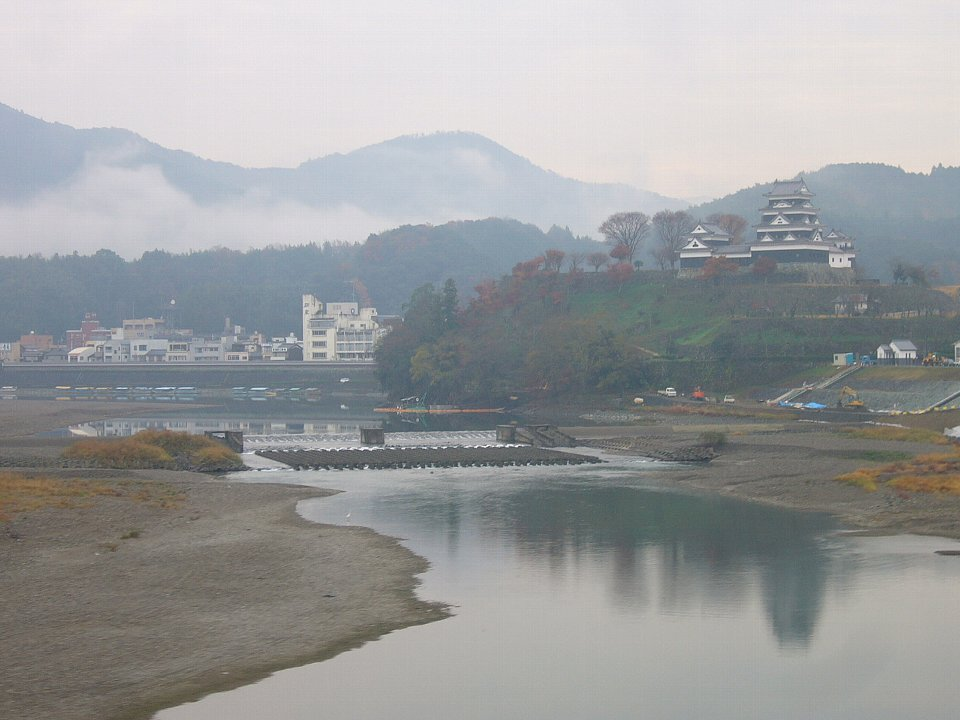
히지카와 강과 오즈 성

오즈 성이 입지해 있는 오즈는 이요 지역을 남북으로 가르는 오즈 가도와 우와지마 가도가 지나는 길목에 있다. 또, 동쪽으로는 시코쿠 산맥으로 빠져 고치현으로 가는 길이 있다. 서쪽으로는 오즈의 외항이라고 불리는 야와타하마가 있어 오즈는 시코쿠 서부의 교통의 요충지였다. 우쓰노미야 가문은 성을 히지카와 강과 구메 강의 합류지점에 있는 지조 산(地蔵ヶ岳)에 쌓았기 때문에 지조 산성(地蔵ヶ岳城)이라고 불리였다.
에도 시대 초기, 도도 다카토라에 의해 성은 대규모로 개축되었고, 근세 성곽으로 탈바꿈하였다. 성은 오즈 번의 번청으로 사용되었으며, 성 주위에는 성하 마을을 조성하였다.
현재 성의 주요 건물 중 4기의 망루가 중요문화재로 지정되었으며, 4층4계의 천수는 2004년 목조건물로 복원되었다. 성터는 현지정 사적으로 등재되어 있다.

## 역사

### 가마쿠라 시대 ~ 센고쿠 시대
- 1331년 이요 국 슈고 우쓰노미야 도요후사가 성을 축조했다고 전해진다. 이후 우쓰노미야 가문은 2백여년간 이요 남부를 다스렸다.
- 1573년 우쓰노미야 가문은 도사국의 조소카베 모토치카과 내통한 가신 오노 나오유키에 의해 이요에서 추방되었다.

### 아즈치모모야마 시대
1585년 일어난 시코쿠 정벌에서 오노 나오유키도 고바야카와 다카카게의 공격을 받고 축출되었다. 고바야카와 다카카게는 도요토미 히데요시로부터 이요 국 35만 석에 봉해졌고, 오즈 성은 이요 국의 하나의 지성으로 사용되었다.
1587년 고바야카와 가문은 규슈 정벌에서의 전공으로 지쿠젠, 지쿠고, 히젠 1군 37만여 석에 봉해져 나지마 성으로 거처를 옮긴다. 이를 대신하여 이요 국 오즈 7만 석에 봉해진 도다 가쓰타카가 입성하였다. 하지만, 도다 가쓰타카는 임진왜란때 참전하였고, 1594년 조선에서 귀국중 병사하였다.
1595년 뒤를 이어 도도 다카토라가 이요 이타지마 7만 석에 봉해져 오즈 성에 입성하였고, 오즈 성은 대대적으로 개축되었다. 이후 도도 다카토라는 이요 이마바리번 20만 석의 다이묘로 성장하였고, 오즈 지역은 계속 도도 가문의 영지였다.

### 에도 시대
1608년 도도 다카토라는 이세국 쓰번 22만 석에 봉해져 이세로 거처를 옮겼고, 이를 대신하여 와키자카 야스하루가 아와지 국 스모토 번에서 이요 국 오즈 번 5만여 석에 봉해져 1609년 오즈 성에 입성한다. 이들 2명이 이 지역을 다스릴 때 천수를 비롯한 건물들이 조성된 것으로 보인다. 단, 천수의 경우 스모토성의 천수를 이축했다는 설이 있다. 또, 이 무렵 오쓰 성(大津城)이라는 성의 명칭을 오즈 성(大洲城)으로 바꾸었다고 한다. 하지만, 다른 이설도 존재한다.
1617년 2대 번주 와키자카 야스모토는 시나노 국 이다 번 5만여석 전봉되었고, 이를 대신하여 호키 국 요나고 번에서 가토 사다야스가 이요 오즈 번 6만 석에 봉해져 오즈 성에 입성하였다. 이후 가토 가문 12대에 걸쳐 오즈 번주로 역임하였다.

### 메이지 시대이후
메이지 유신 이후 성안의 건조물은 해체 매각되었지만, 지역 주민의 반발로 천수와 망루 등은 일부 보존되었다. 그러나, 천수는 노쇄화와 구조적 결함 탓에 1888년(메이지 21년) 해체되었다. 이후 2004년 전통공법으로 천수가 복원된다.
2006년 4월 6일 일본 100대 명성에 선정되었다. 2007년 3월 가와베 지역 로만 8교, 나가하마 대교와 함께 아름다운 일본의 역사적 풍토 100선에 선정되었다.

## 남아 있는 건조물
불행히도 해자는 메워져 있고, 성문 또한 남아있지 않다. 또, 석벽위에 민가가 지어진 경우도 있다. 하지만, 현지정 유형문화재 시모다이도코로와 중요문화재로 지정된 4기의 망루(고란 망루, 다이도코로 망루, 오와타 망루, 미나미스미 망루)는 잘 보존되어 있다. 그중 오와타 망루는 히지카와 강의 제방위에 있으며, 미나미스미 망루는 성의 산노마루에 위치한 탓에 민가에 인접해 있다. 그 외의 망루는 다몬 망루로 연계되어 천수와 연결되어 있다. 천수를 복원하면서 다몬 망루도 복원하였다. 복원된 목조 천수의 높이 19.15m이며 4층4계로 되어 있다.

## 관광
교통
- JR 시코쿠 이요 오즈 역에서 하차, 도보로 20분소요.

주변 문화시설 및 관광명소
- 가류 산장 - 일본식 정원
- 우카이 레스토프라자 - 유람선에서 가마우지 낚시를 관람할 수 있다.

## 같이 보기
- 가에치
- 강항 - 조선의 선비로 정유재란 때 일본에 포로로 끌려가, 탈출을 시도했으나 실패하고 이곳 오즈 성으로 끌려왔다고 《간양록》에서 밝히고 있다.